# Pierścienie boromejskie

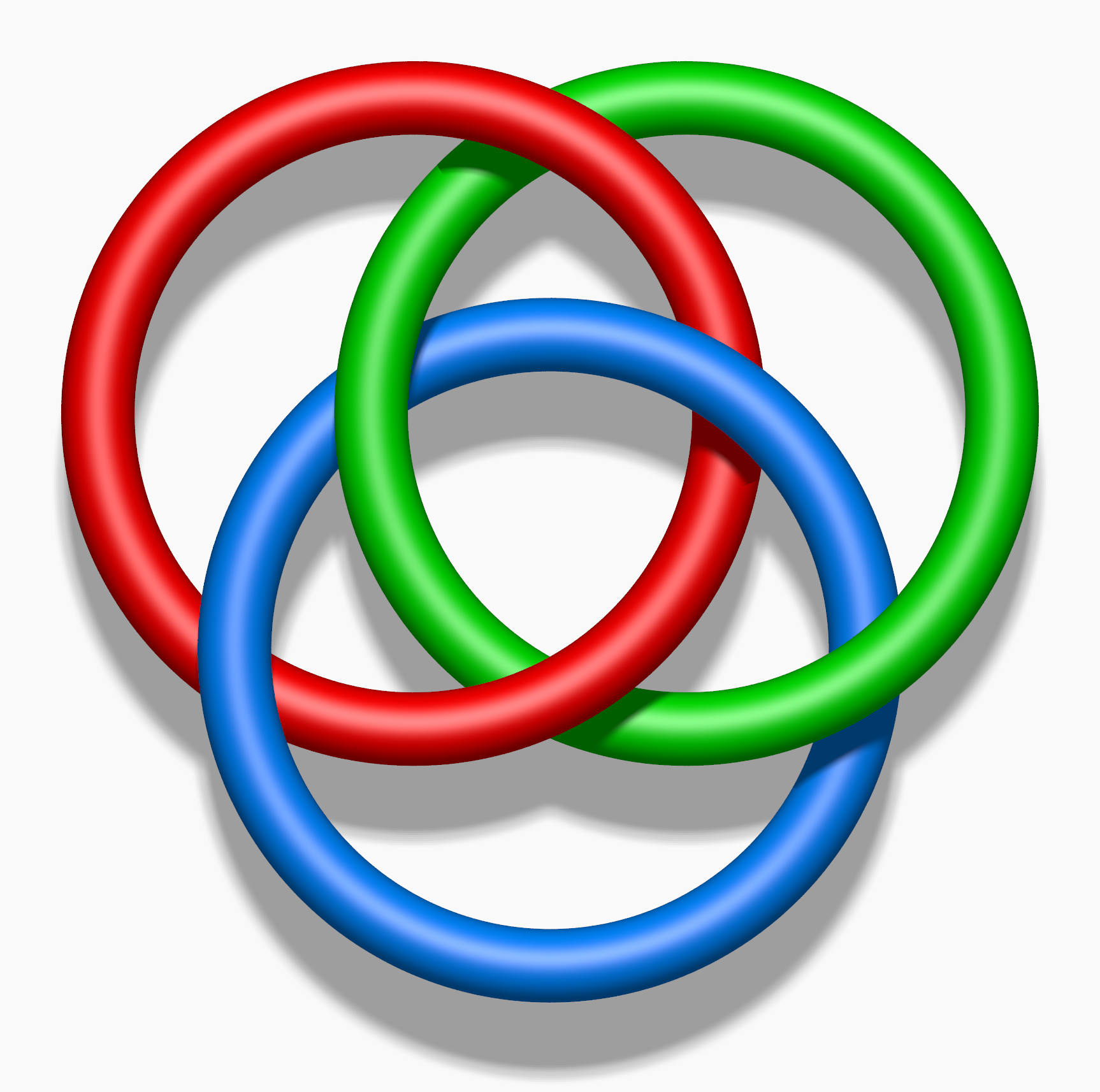
Pierścienie Boromeuszy

Pierścienie boromejskie (pierścienie Boromeuszy, splot boromejski, okręgi boromejskie, okręgi Boromeuszy, splot Boromeuszów) – splot złożony z trzech (lub czasem większej liczby) pierścieni połączonych w ten sposób, że usunięcie dowolnego spowoduje rozpad pozostałych.
Był herbem rodu Boromeuszy.
Oznacza też w fizyce stan związany 3 cząstek o analogicznych cechach (np. hipotetyczny układ proton – eta – proton lub jądro litu-11, w którym drugi z neutronów tworzących halo odpada po oderwaniu pierwszego). Pojęcie stosuje się również w psychoanalizie.